# 鮄形野鯪
鮄形野鯪，為輻鰭魚綱鯉形目鯉科的其中一個種。被IUCN列為次及保育類動物，分布於非洲肯亞Athi河流域，棲息在中底層水域，體長可達49公分。

## 扩展阅读
維基物種上的相關：鮄形野鯪